# Mercedes-Benz Sonderklasse (Type 126)
Pour Un aperçu complet des véhicules de la Sonderklasse, voir Mercedes-Benz Sonderklasse.
La Mercedes-Benz Type 126 a été l'une des séries haut de gamme fabriquées par la marque automobile allemande Mercedes-Benz.
Présentée en septembre 1979 comme le successeur des modèles 116, la 126 est la deuxième génération de la Mercedes-Benz Sonderklasse se référant à « classe spéciale ».
La Type 126 a été initialement présentée avec des moteurs essence 6 cylindres en ligne et V8, et turbo diesel 5 et 6 cylindres en ligne.
En septembre 1981, les versions coupé 2 portes C126 du Type 126 ont été introduites.
Comparée à la génération précédente, la 126 est plus aérodynamique, économique et puissante. Elle incarne en outre un nouveau style qui a ensuite été repris sur d'autres véhicules de la gamme.
La série 126 a introduit plusieurs innovations en matière de sécurité, dont le premier coussin gonflable de sécurité (« airbag ») de série sur une voiture européenne, la ceinture de sécurité à prétensionneurs et le contrôle de la traction.
La série 126 a été produite entre 1979 et 1991, la plus longue génération de toute la Sonderklasse depuis les modèles phares construits au milieu des années 1950. Les différents modèles ont atteint un total combiné de 892 123 unités vendues (818 063 berlines et 74 060 coupés), ce qui fait de la Type 126 la plus populaire Sonderklasse jamais produite,.

## Historique
Après le début des années 1970 et la génération Type 116 (qui comprenait également le modèle phare Mercedes-Benz 450SEL 6.9), Mercedes-Benz a des plans pour la prochaine génération de Sonderklasse.
Né sous le nom de code « projet Type 126 », le projet a des objectifs spécifiques : l'amélioration de la tenue de route, de la maniabilité et de l'efficacité énergétique. Ces améliorations visent à aider à conserver le leadership de la Sonderklasse sur le marché.
Après les années 1970, et la crise pétrolière, Mercedes-Benz a fait des économies de carburant un objectif important (appelé "Programme d'énergie"), même avec le gros moteur V8 de la Sonderklasse.
En matière de conception, l'objectif de l'équipe de Mercedes-Benz, dirigée par Bruno Sacco, était de produire une voiture qui soit plus basse et plus aérodynamique (et donc plus légère et plus rapide) que le modèle précédent.
L'application de matériaux plus légers et alliages combinés avec des essais approfondis en soufflerie, afin de réduire les résistances aérodynamiques, fait que la voiture consomme environ 10 % moins de carburant que son prédécesseur.
La vitesse maximale a été également augmentée (250 km/h pour le modèle plus puissant).
Après six années de développement, la Type 126 est officiellement présentée à l'Internationale Automobil-Ausstellung (Salon automobile de Francfort, ou IAA) à Francfort en septembre 1979.
La première gamme de sept modèles présentés ont un empattement standard (SE, SD) et long (SEL, SDL). Ce sont des berlines: 280 SE / SEL, 380 SE / SEL, 500 SE / SEL, 300 SD / SDL et 350 SD / SDL.
Techniquement, l'empattement long (SEL) est une variante avec le code V126.
En 1981, la version coupé (SEC) de la Sonderklasse Type 126 est présentée à l'IAA, avec le modèle 500 SEC.
En 1981, Wheels Magazine a désigné les 380 SE Type 126 modèle comme voiture de l'année.
Quatre ans après l'introduction du « Programme d'énergie » pour la réduction de la consommation de carburant, la gamme a été remaniée.
En septembre 1985, de nouveau à l'IAA de Francfort, la gamme a été remaniée.
Outre les changements visuels des pare-chocs, côté porte et alliages, les modifications apportées à la disposition de collecte de variantes de moteur a été la plus visible.
Deux moteurs nouvellement construits, des 6 cylindres et les nouveaux V8 4,2 et V8 5,6 litres ont été ajoutés, et les autres moteurs ont été mis à jour.
La génération Type 126 a été remplacé par la Type 140, en 1992, bien que la production ait continué jusqu'en 1994 dans l'usine d'Afrique du Sud.

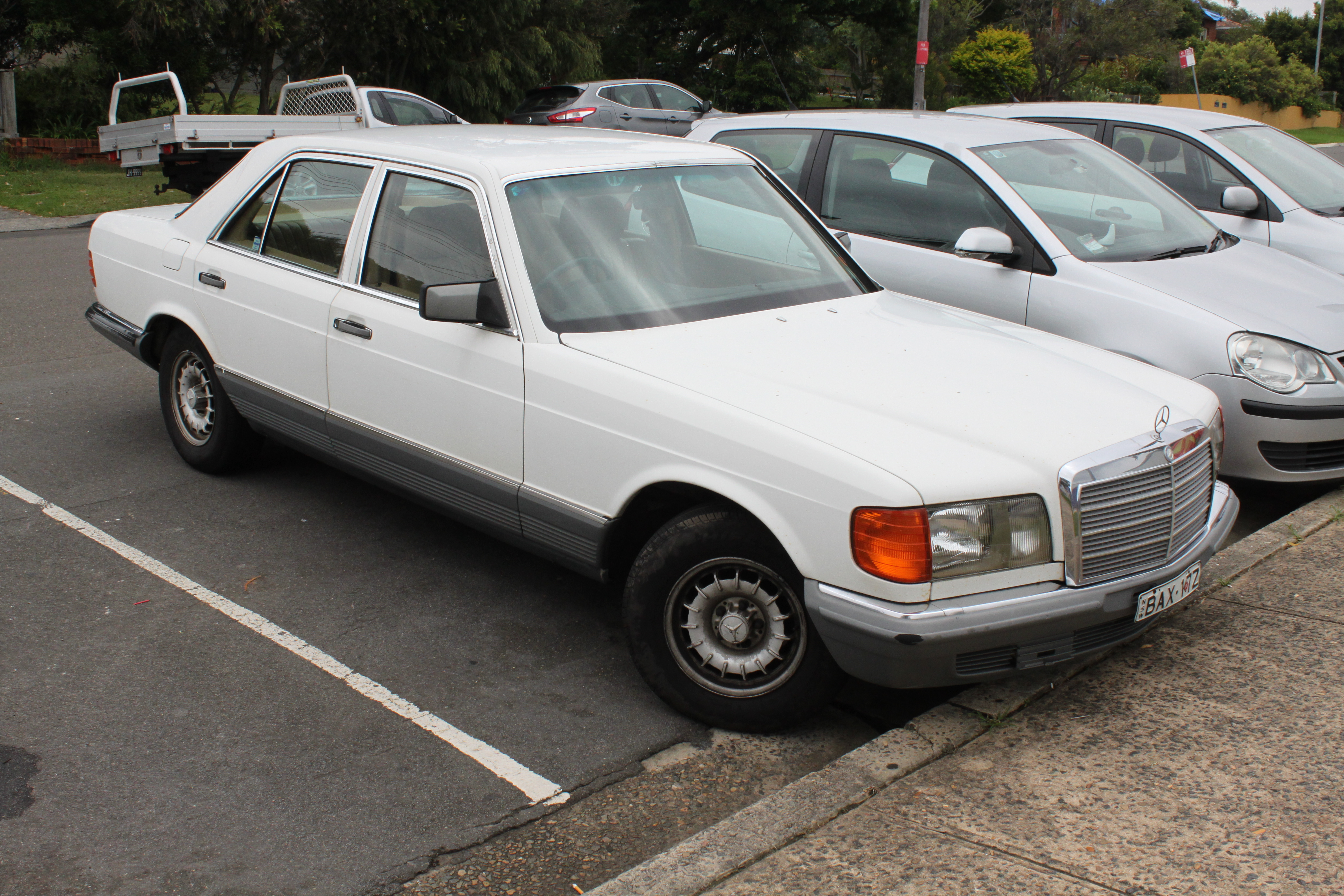
Une Type 126 Phase 1, identifiable à ses roues Barock en 14 pouces, à ses bas de portes striés et ses pare-chocs serrés.

Mercedes-Benz Type 126, produite de 1979 (1981 pour le coupé Mercedes-Benz C126) à 1991. De la 260SE à la 560SEL.
La berline Type 126 se décline essentiellement en trois phases :

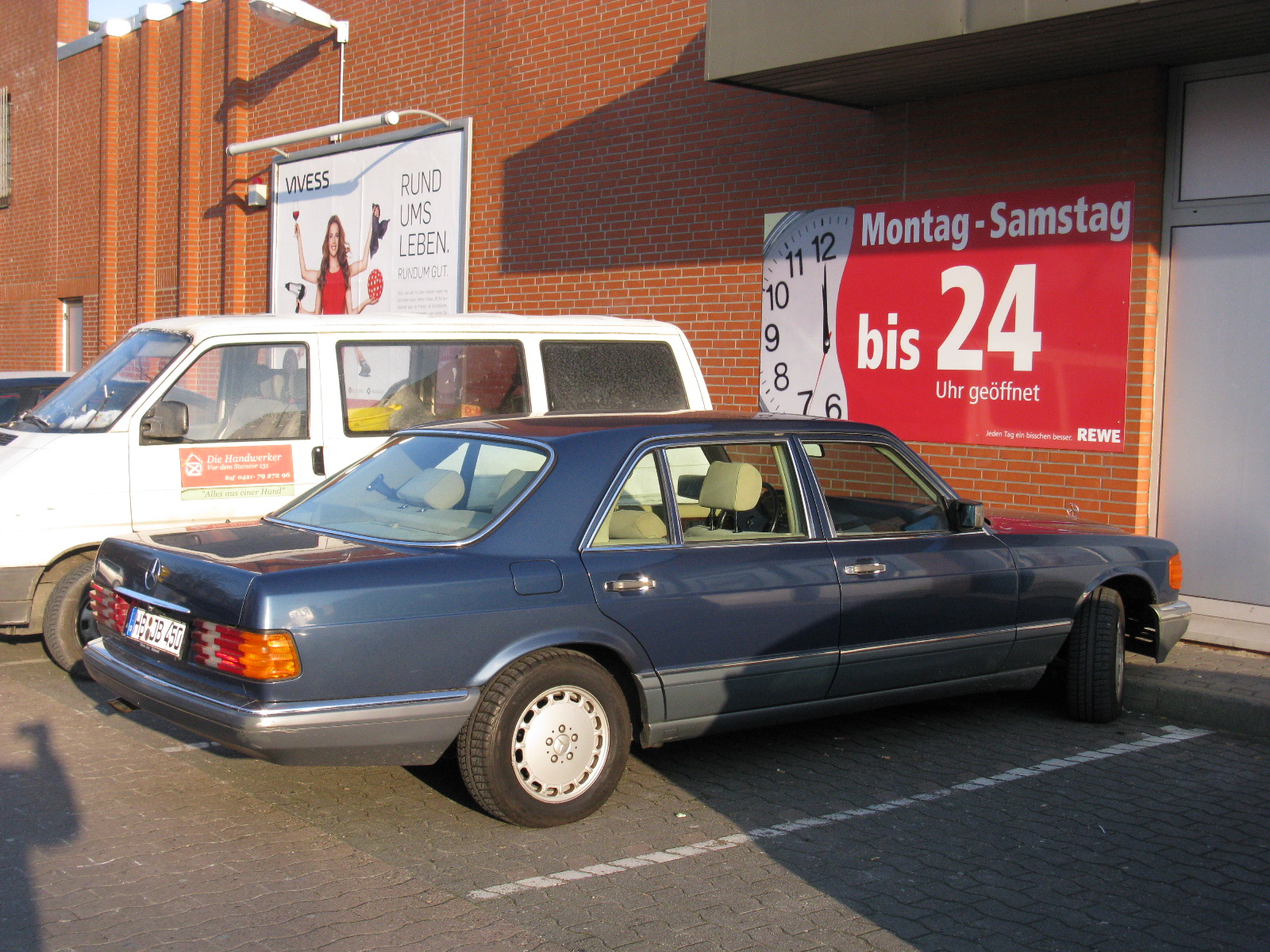
Une Type 126 Phase 2, identifiable à ses roues Gullideckel en 15 pouces, à ses bas de portes lisses et à ses pare-chocs enveloppants de couleur contrastante.

- Sept.1979-Août 1985, Phase 1. Reconnaissables aux bas de portières striés et aux jantes en 14 pouces. Les moteurs se déclinant en 280S à carburateur (M110), 280SE/L (M110 également), 380SE/L (M116) et 500SE/L (M117).
- Sept.1985-Août.1988, Phase 2. Elles voient apparaître des bas de portes lisses, des jantes en 15 pouces, et surtout des moteurs davantage modernes, plus puissants et moins gourmands grâce à la généralisation de l'injection électronique KE-Jetronic. Le petit M103 2.6 litres de la 260SE remplace ainsi avantageusement le moteur à carburateurs, et une version 3 litres 300SE/L succède au M110 injection. La cylindrée des V8 croît elle aussi, le M116 grimpant à 4.2 litres sur la 420SE/L. Un M117 de 5 litres est conservé et amélioré, mais l'imminence de la BMW 750i V12 annoncée pour 1986, va pousser l'Etoile à aller plus loin pour compléter son offre. Le bloc M117 est alors réalésé à 5.5 litres, et profondément repensé afin de revendiquer la même puissance que la concurrente de Munich, soit 300ch. Mais avec un entretien plus simple et une fiabilité sans commune mesure. Il s'agit évidemment là de la version 560SEL. Disponible seulement en version rallongée, elle arbore des pneus spécifiques en 215 de large, et des ailes avant au passage plus épais.

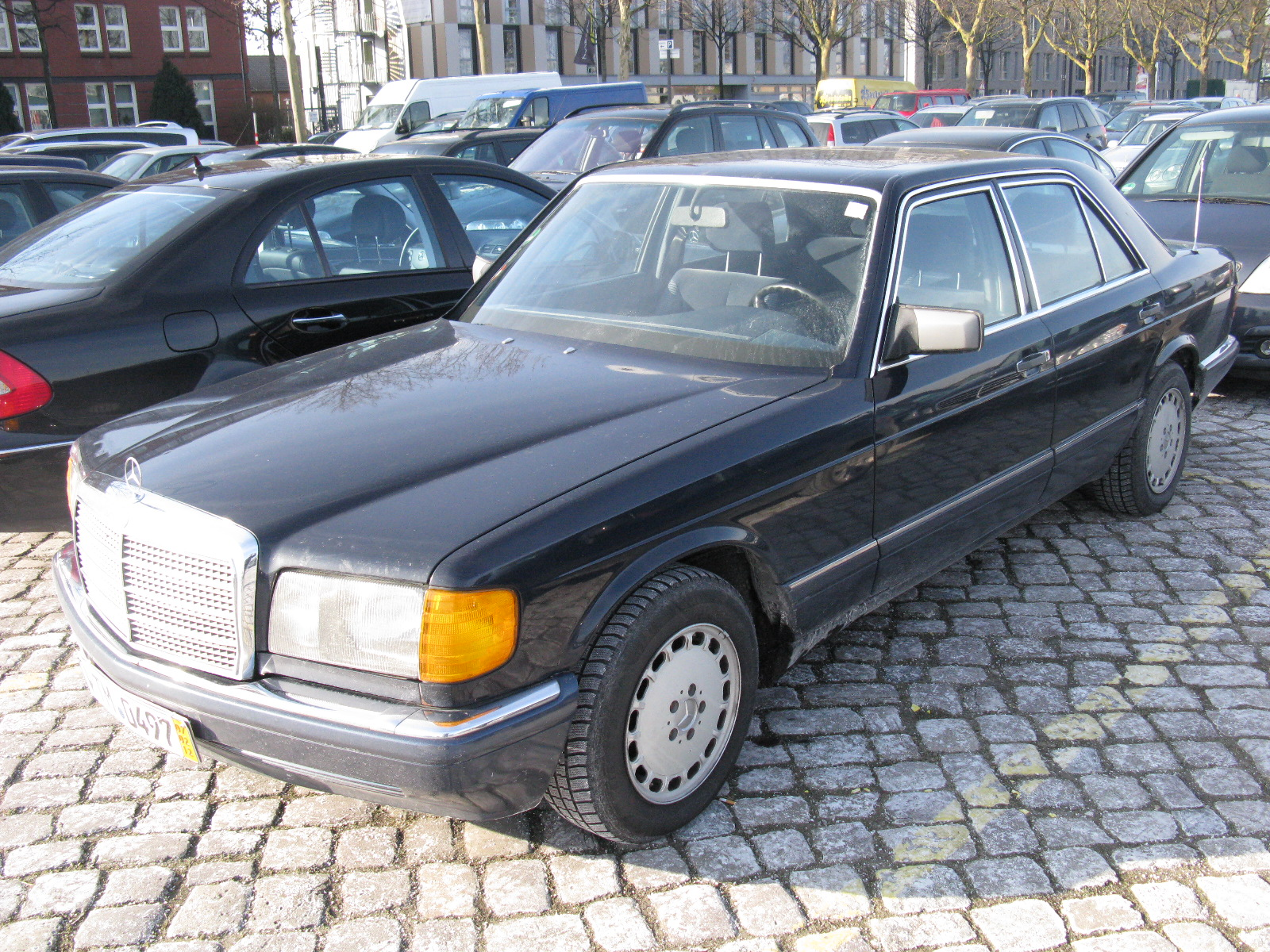
Une Type 126 Phase 3, identifiable à ses pare-chocs et bandeaux de couleur nuancée et moins contrastante.

- Sep.1988-1991, Phase 3. Principalement améliorées à l'intérieur, avec des panneaux de portes striés et des sièges redessinés, elles se distinguent de l'extérieur par des associations de coloris moins contrastés entre la carrosserie et les bandeaux latéraux. La fin proche du modèle est proche, mais les ventes restent soutenues alors que sa remplaçante est retardée. Mercedes va donc continuer à faire évoluer ce modèle-phare, grâce aux technologies prévues pour d'autres modèles de sa gamme, y compris le révolutionnaire SL R129. L'airbag passager apparaît en option, la suspension pilotée aussi. Le catalyseur est maintenant en série, faisant chuter la puissance de la 560SEL à 279ch. Heureusement, une option Puissance augmentée (code 822) permet d'en récupérer vingt. A noter une intéressante 500 version Hi-Po 265ch, dont les performances sont comparables à celles d'un 5.5 litres standard. Enfin, pour couronner le succès de la 560, celle-ci devient disponible en version SE à empattement court. 1252 exemplaires seulement en seront produits.
Parmi les nombreuses options possibles, la Type 126 proposait les sièges à mémoires, le chauffage stationnaire programmable Webasto, la suspension hydraulique, le régulateur de vitesses Tempomat avec correction automatique en descente, le réfrigérateur portatif installé dans le coffre, la banquette arrière à inclinaison électrique et chauffante voire deux sièges arrière individuels, l'antipatinage ASR, l'ordinateur de bord multifonctions, la colonne de direction à réglage électrique, et différents dispositifs de téléphonie. Sans parler des équipements individuels des versions Sonderschultz.

## Style
La Sonderklasse Type 126 préfigurait la prochaine génération de voitures Mercedes-Benz, qui a dominé la gamme dans les années 1980.
Parce que l'apparence diffère du reste de la gamme de Mercedes-Benz, certaines personnes n'ont pas apprécié la ligne à ses débuts. Comparée à son prédécesseur, la Type 116, le nouveau modèle avait un profil plus abaissé avec plus de qualités aérodynamique qu'avant (coefficient de traînée Cd de 0,36 pour la berline, 0,34 pour le coupé).
Pour la première fois, une berline Mercedes-Benz n'a pas été équipée avec les pare-chocs chromés; du polyuréthane déformable y a été utilisé, et est visuellement aligné avec la carrosserie.
L'intérieur comporte du cuir sur les portes, des moulures en bois sur la console centrale et dans le tableau de bord, et une présentation simplifiée avec des boutons placés de façon symétrique.
La Sonderklasse Type 126 adopte les dimensions suivantes :
| Type             | Longueur | Largeur  | Hauteur  | Empattement |
| ---------------- | -------- | -------- | -------- | ----------- |
| Type 126 berline | 5 290 mm | 1 820 mm | 1 430 mm | 3 080 mm    |
| Type 126 coupé   | 5 060 mm | 1 830 mm | 1 400 mm | 2 850 mm    |

## Modèles
La série Type 126 englobait initialement les séries 280, 300, 380, et 500.
Après une première refonte de la gamme, la série Type 126 inclut les séries 260, 300, 350, 420, 500, et 560, avec comme variantes : SE (empattement standard), SEL (empattement long), SEC (coupé), et modèles diesel (SD / SDL).

### Type 126 (1979-1985)
| Code Châssis | Années    | Modèle  | Moteur                                     | Marché                                |
| ------------ | --------- | ------- | ------------------------------------------ | ------------------------------------- |
| Type 126.021 | 1981-1985 | 280 S   | M110.924 2,8 L 6 cyl. en ligne carburateur | monde sauf États-Unis                 |
| Type 126.022 | 1981-1985 | 280 SE  | M110.987 2,8 L 6 cyl. en ligne             | monde sauf États-Unis                 |
| Type 126.023 | 1981-1985 | 280 SEL | M110.987 2,8 L 6 cyl. en ligne             | monde sauf États-Unis                 |
| Type 126.120 | 1981-1985 | 300 SD  | OM617.951 3,0 L 5 cyl. en ligne Diesel     | États-Unis, Canada et Japon seulement |
| Type 126.032 | 1984-1985 | 380 SE  | M116.963 3,8 L V8                          |                                       |
| Type 126.033 | 1981-1983 | 380 SEL | M116.963 3,8 L V8                          |                                       |
| Type 126.043 | 1982-1983 | 380 SEC | M116.963 3,8 L V8                          |                                       |
| Type 126.036 | 1984-1985 | 500 SE  | M117.963 5,0 L V8                          | monde sauf États-Unis & Australie     |
| Type 126.037 | 1984-1985 | 500 SEL | M117.963 5,0 L V8                          | États-Unis et Canada, 1984-1985       |
| Type 126.044 | 1984-1985 | 500 SEC | M117.963 5,0 L V8                          | États-Unis et Canada, 1984-1985       |

### Type 126 (1985-1991)
| Code châssis | Années    | Modèle  | Moteur                                | Marché                             |
| ------------ | --------- | ------- | ------------------------------------- | ---------------------------------- |
| Type 126.020 | 1986-1991 | 260 SE  | M103.941 2,6 L 6 cyl.en ligne         | monde sauf États-Unis et Australie |
| Type 126.024 | 1985-1991 | 300 SE  | M103.981 3,0 L 6 cyl.en ligne         | États-Unis 1989-1991               |
| Type 126.025 | 1985-1991 | 300 SEL | M103.981 3,0 L 6 cyl.en ligne         | États-Unis 1988-1991               |
| Type 126.125 | 1985-1987 | 300 SDL | OM603.961 3,0 L 6 cyl.en ligne Diesel | États-Unis et Canada uniquement    |
|              |           |         |                                       |                                    |
| Type 126.134 | 1991      | 350 SD  | OM603.97 3,5 L 6 cyl.en ligne Diesel  | États-Unis et Canada uniquement    |
| Type 126.135 | 1990-1991 | 350 SDL | OM603.97 3,5 L 6 cyl.en ligne Diesel  | États-Unis et Canada uniquement    |
|              |           |         |                                       |                                    |
| Type 126.034 | 1986-1991 | 420 SE  | M116.965 4,2 L V8                     | monde sauf États-Unis              |
| Type 126.035 | 1986-1991 | 420 SEL | M116.965 4,2 L V8                     |                                    |
| Type 126.046 | 1986-1991 | 420 SEC | M116.965 4,2 L V8                     | monde sauf États-Unis              |
| Type 126.036 | 1986-1991 | 500 SE  | M117.965 5,0 L V8                     | monde sauf États-Unis              |
| Type 126.037 | 1986-1991 | 500 SEL | M117.965 5,0 L V8                     | monde sauf États-Unis              |
| Type 126.044 | 1986-1991 | 500 SEC | M117.965 5,0 L V8                     | monde sauf États-Unis              |
| Type 126.038 | 1986-1991 | 560 SE  | M117.968 5,5 L V8                     | monde sauf États-Unis et Australie |
| Type 126.039 | 1986-1991 | 560 SEL | M117.968 5,5 L V8                     |                                    |
| Type 126.045 | 1986-1991 | 560 SEC | M117.968 5,5 L V8                     |                                    |

## Production totale

### Berlines

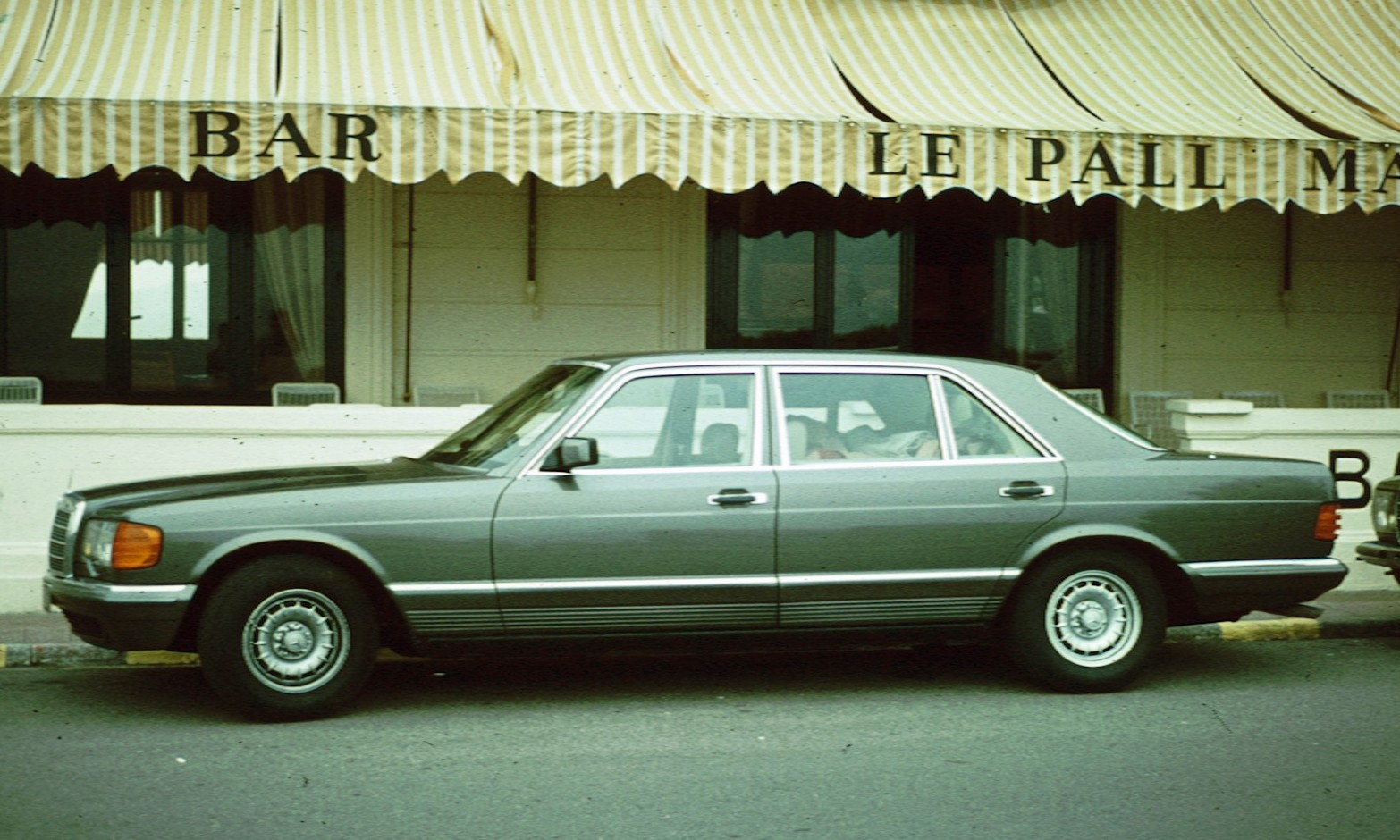
Mercedes-Benz Type 126 SEL (empattement long) de 1981.

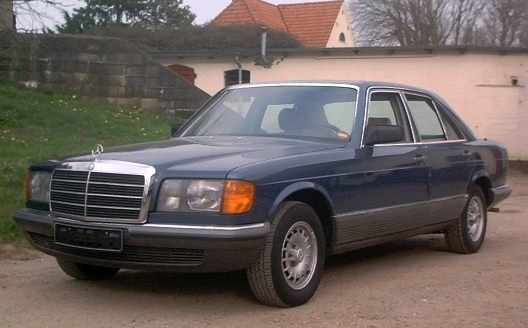
Mercedes-Benz Type 126 SE (empattement standard).

| Modèle  | Années    | Quantité |
| ------- | --------- | -------- |
| 260 SE  | 1985-1991 | 20 836   |
| 280 S   | 1979-1985 | 42 996   |
| 280 SE  | 1979-1985 | 133 955  |
| 280 SEL | 1980-1985 | 20 655   |
| 300 SE  | 1985−1991 | 105 422  |
| 300 SEL | 1985-1993 | 40 956   |
| 380 SE  | 1979-1985 | 58 239   |
| 380 SEL | 1980-1985 | 27 014   |
| 420 SE  | 1985-1991 | 13 996   |
| 420 SEL | 1985-1991 | 74 017   |
| 500 SE  | 1979-1991 | 33 418   |
| 500 SEL | 1980-1991 | 72 733   |
| 560 SE  | 1988-1990 | 1 251    |
| 560 SEL | 1985-1991 | 75 071   |
| 300 SD  | 1980-1985 | 78 725   |
| 300 SDL | 1986-1987 | 13 830   |
| 350 SD  | 1990-1991 | 2 066    |
| 350 SDL | 1990-1991 | 2 925    |
| Total   | Total     | 818 105  |

### Coupé

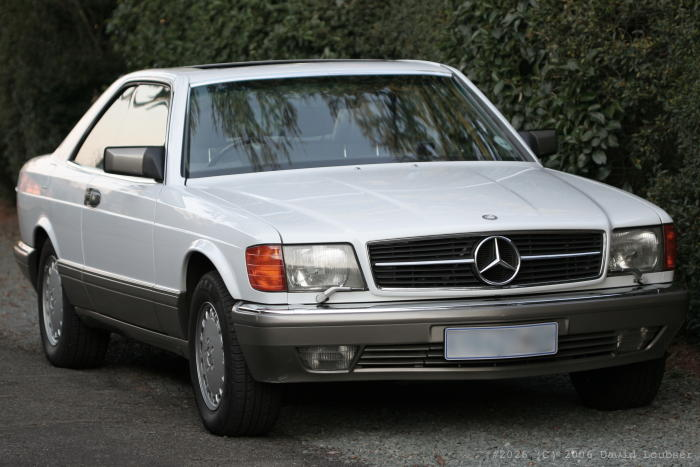
Mercedes-Benz 560 SEC coupé

| Modèle  | Année     | Quantité |
| ------- | --------- | -------- |
| 380 SEC | 1981-1985 | 11 267   |
| 420 SEC | 1985-1991 | 3 680    |
| 500 SEC | 1981-1991 | 30 184   |
| 560 SEC | 1985-1991 | 28 929   |
| Total   | Total     | 74 060   |

## Fonctionnalités

### Sécurité

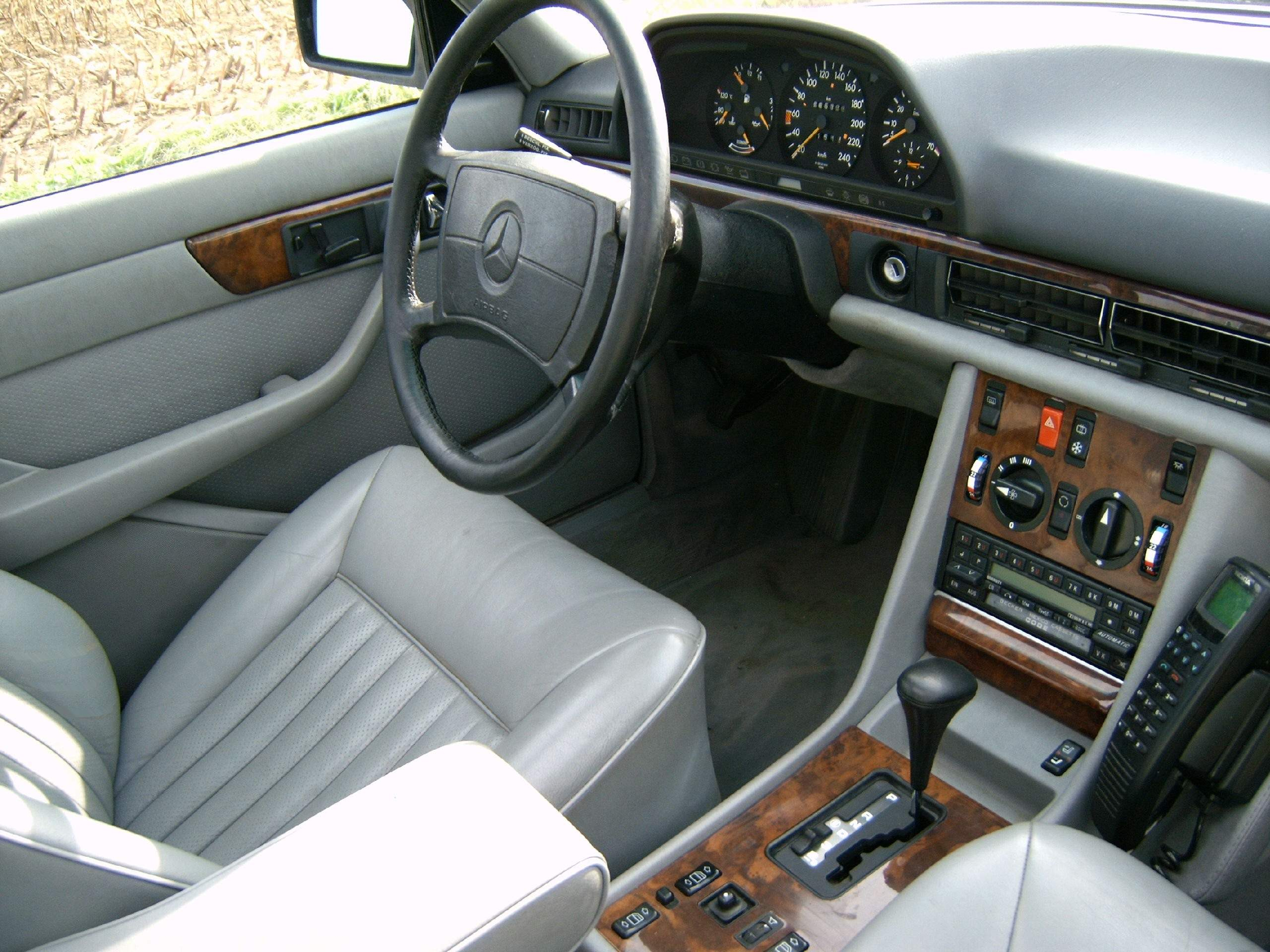
Siège conducteur avec coussin de sécurité au volant.

- Coussins gonflables de sécurité (« airbags »), comme mesure de protection des occupants. D'abord côté conducteur et en option (de série à partir de 1985 sur 500 et 500 SEL SEC), et côté passager, en option, à partir de 1986 : en raison de son coût, peu de voitures ont été ainsi équipés en début de production. Le coussin gonflable côté passager est devenu la norme en 1991, au cours de la dernière année de production[2].
- Système de contrôle de traction (TCS), également connu sous le nom de « Acceleration Slip Regulation » (ASR), destiné à prévenir le patinage (une innovation Mercedes-Benz). Disponible sur les modèles européens à partir de 1990.
- Prétensionneurs de ceinture de sécurité (à l'exception de la place centrale arrière, à ceinture abdominale, sur les berlines). Resserre les ceintures de sécurité quand la voiture détecte des circonstances qui pourraient indiquer l'imminence d'un accident, comme un freinage fort.
- Antiblocage de frein (ABS) : initié avec la génération précédente, la Type 116, en option jusqu'en 1986 sauf sur les modèles 500 SEL et 500 SEC.
- Zones de déformation qui absorbent l'énergie lors des impacts, en vue de réduire les blessures des passagers.

### Confort et commodité

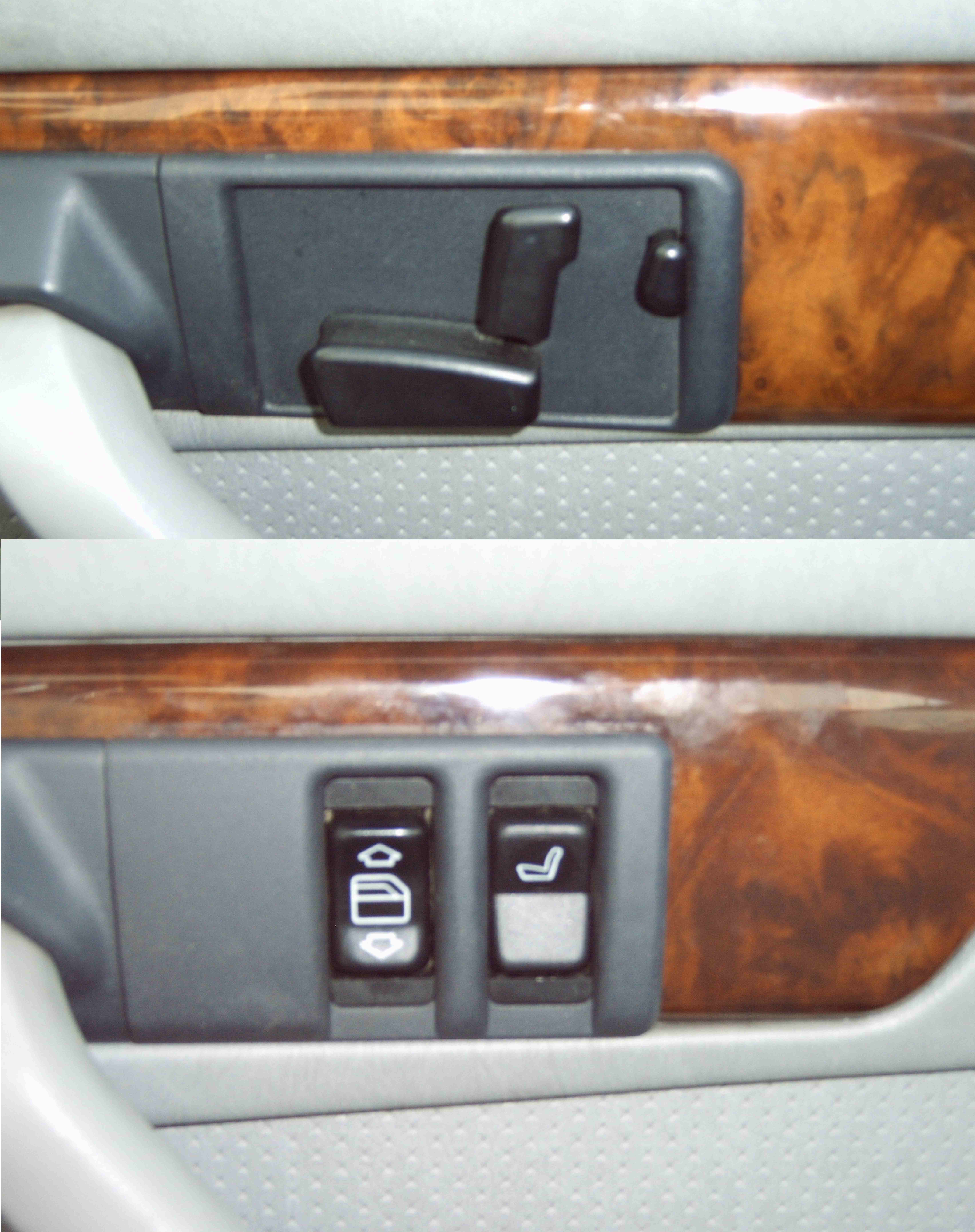
Commandes des sièges et des fenêtres

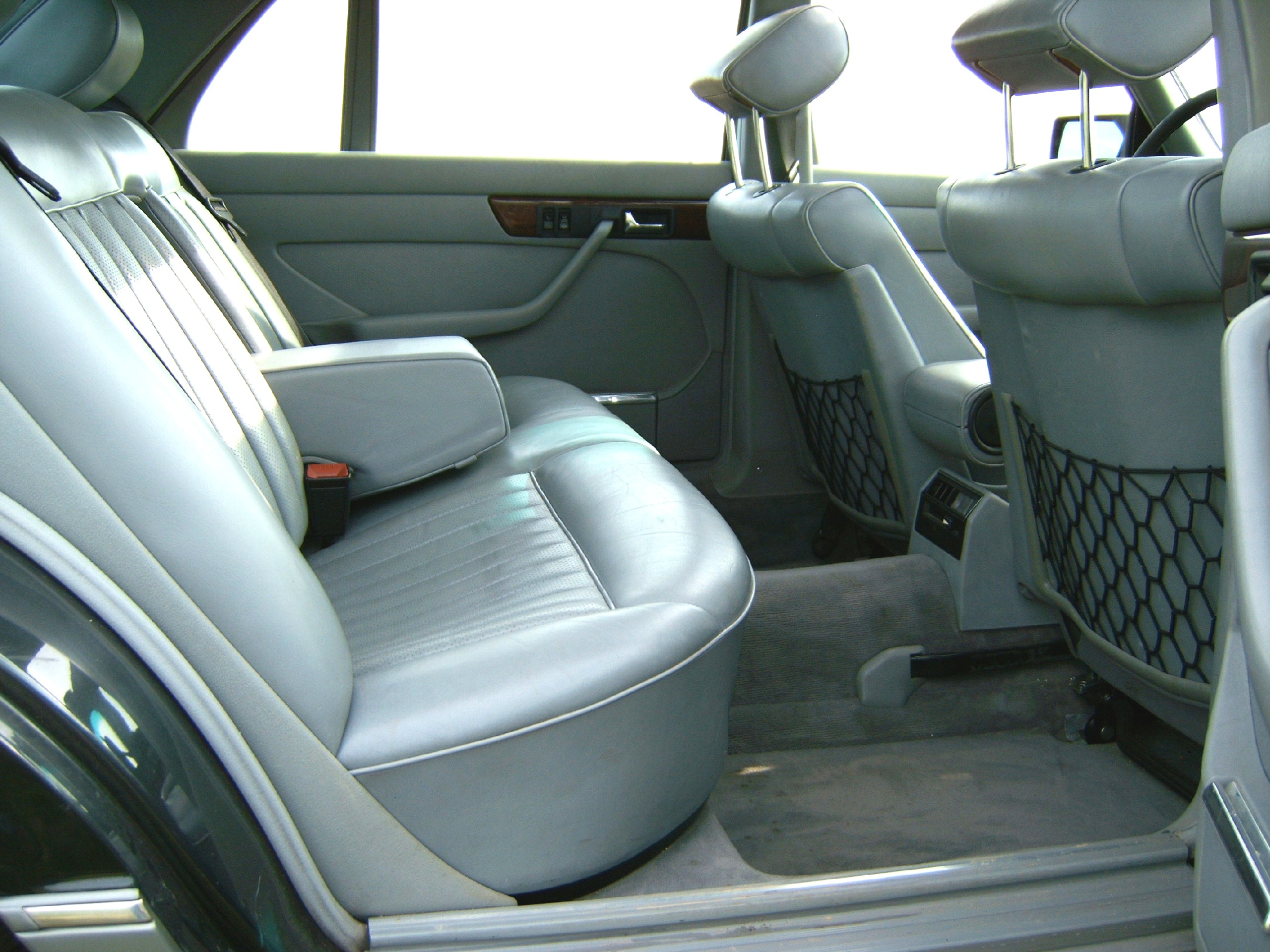
Les places arrière de la 500 SEL

- Lumières de courtoisie en dessous des portes, pour permettre à l'occupant de voir le sol au moment de quitter le véhicule dans l'obscurité. Et sur les berlines, à l'arrière, des lampes de lecture visant vers l'arrière des occupants afin d'éviter de distraire le conducteur pendant la nuit.
- Sièges avant chauffants et colonne de direction réglable électriques, avec deux mémoires de position pour les occupants. Les sièges chauffants sont de série sur la 560 SEL, et en option sur les autres modèles.
- Banquette arrière chauffante « Chesterfield » (pré-1990 SEL), appuis-tête arrière réglables manuellement à quatre positions, de série sur les 500 SEL et 560 SEL.
- En option sur la 500 SEL et la 560 SEL, le réglage électrique des sièges arrière est accompagné d'une console centrale plaquée en ronce de noyer, qui remplace le siège du centre afin de permettre une disposition 2 + 2 places.
- Climatisation entièrement automatique qui utilise un système de capteurs de température à l'intérieur de l'habitacle. Ce capteur a été installé près du toit ouvrant de sorte que lorsque le toit est entrouvert, le capteur détecte le courant d'air et adapte le système de flux de chaleur en conséquence.
- Capteur de température extérieure avec affichage dans la console au-dessous de la vitesse pour informer le conducteur sur les conditions extérieures.

### Technologies des trains roulants

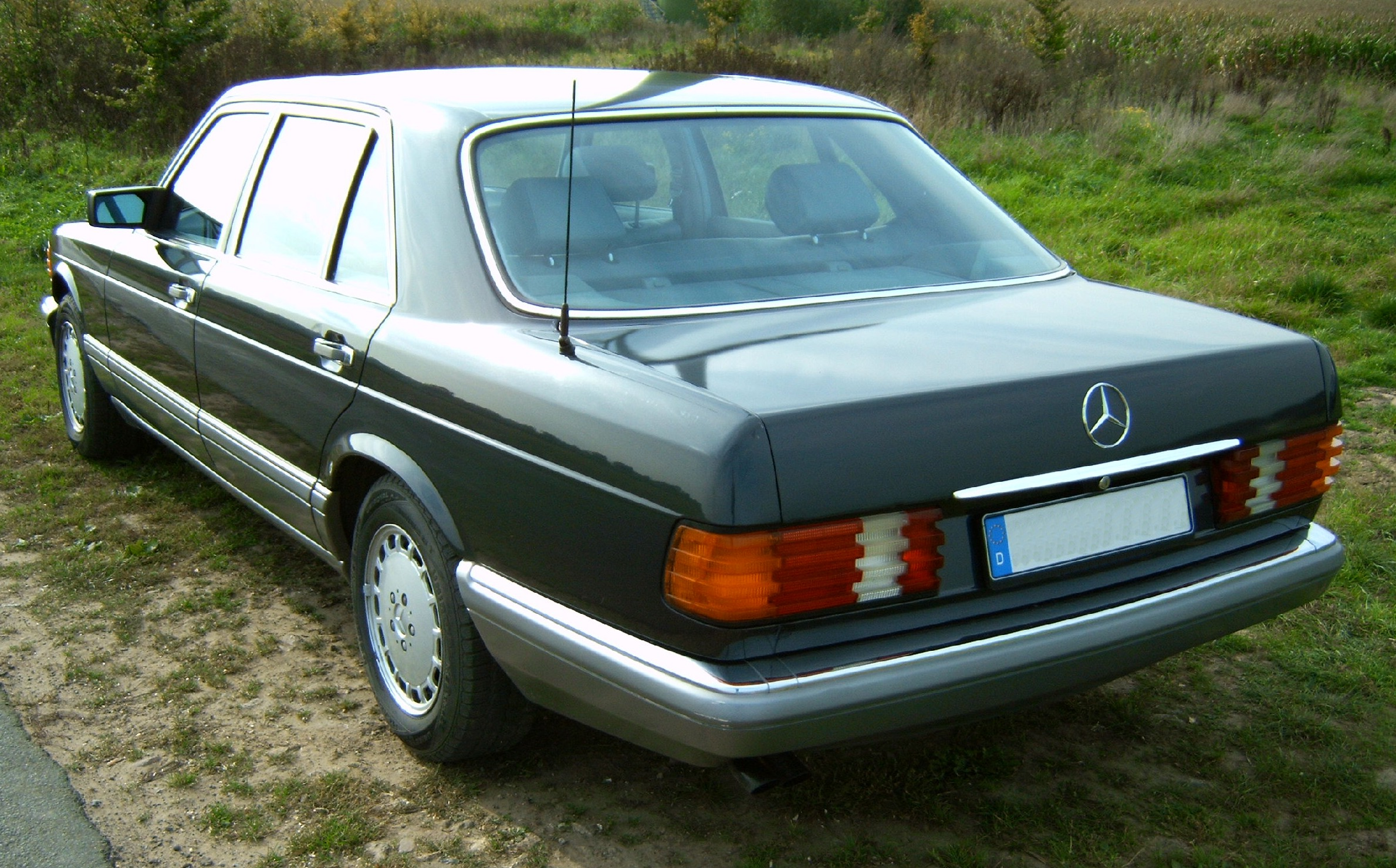
L'arrière de la 500 SEL Type 126

- Transmission automatique à quatre vitesses avec un capteur qui suit la position du véhicule (sur une pente ou en côte) et la position de la pédale de gaz. Le résultat est une extraordinaire capacité à "freiner" l'accélération lors de descentes en roue libre et de maintenir la Sonderklasse en position sans utiliser la pédale de frein après l'arrêt sur une pente raide. La transmission inclut une "limp home mode" en cas de défaillance électronique et a été programmée pour démarrer sur le deuxième rapport de manière à permettre des lancements en roue libre. Le démarrage en seconde pouvait être activé et désactivé dans les modèles avec un interrupteur "S / W" pour permettre de meilleures performances pour la conduite en hiver.
- La Type 126 adopte la Suspension hydropneumatique du modèle Type 116 6,9l. Il existe deux versions de la Suspension hydropneumatique: une suspension hydraulique arrière avec uniquement deux ballasts à l'azote pour le niveau automatique de la voiture, et un système hydraulique sur les quatre roues. Les coupés sont disponibles uniquement la version arrière. Aux États-Unis, en série sur la 560 SEC et la 560 SEL et en option sur la 500 SEC et 500 SEL.
- Un régulateur de vitesse qui utilise le capteur topographique qui permet de réguler les gaz afin de maintenir la vitesse désirée. Le résultat est un régulateur de vitesse qui a été libéré de la soudaine accélération à la mise en route et des excès de vitesse en descente dont souffrent actuellement de nombreux systèmes de contrôle de croisière.

## Variantes spéciales

### Préparateurs

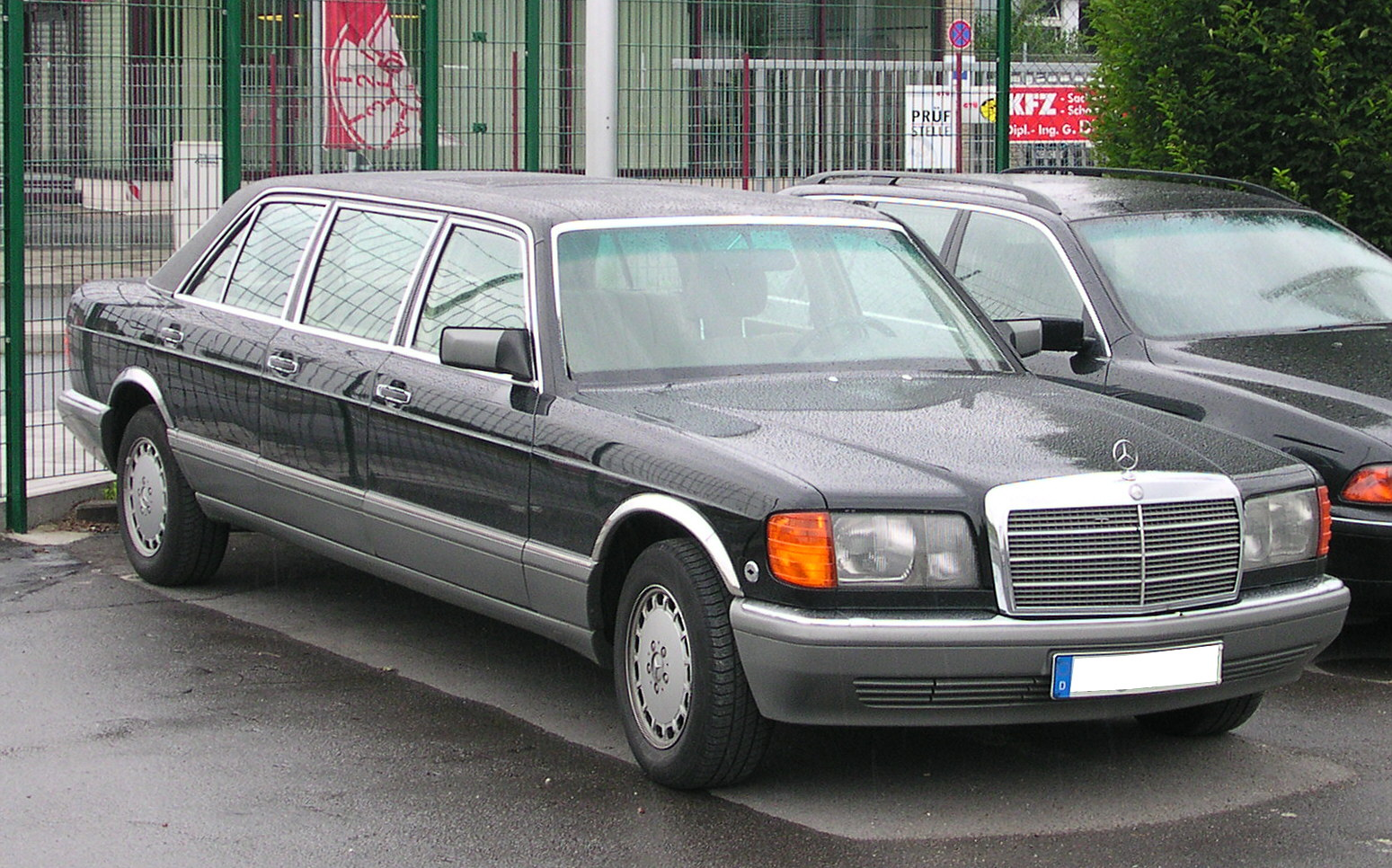
limousine Mercedes-Benz Type 126 allongée

- AMG offre des kits carrosserie pour tous les modèles Type 126, ainsi qu'un kit large pour le coupé. AMG offre également de nombreux niveaux de réglage du moteur, mais est plus célèbre pour le moteur 6,0 litres, basé sur le moteur de 117.968. Il proposait aussi un différentiel Torsen avec des réductions différentes, une transmission manuelle (très rare), et diverses consoles TV/radio.
- Brabus propose des kits et préparations semblables à ceux d'AMG.
- Lorinser propose des kits et préparations carrosserie semblables à ceux d'AMG.
- Koenig Specials, a offert un fameux kit carrosserie large, des kits moteurs compressés et à base de double turbo.
- MKB a offert divers kits moteur.
- Renntech a offert des kits moteurs plus poussés qu'AMG, sauf pour les moteurs double arbre à cames en tête.
- Duchatelet-Carat, tout en étant un installateur/revendeur AMG, a proposé ses propres kits carrosserie et intérieurs luxueux.

### Modèles blindés
À l'instar de l'actuel modèle S-Guard, les modèles spécialement modifiés Sonderklasse Type 126 ont été produits pour le transport de dignitaires et les dirigeants du monde entier. Parmi les modifications apportées figurent un empattement allongé, verre pare-balles, et les panneaux de carrosserie blindée.

## Moteurs
En septembre 1985, deux moteurs nouvellement construits de 6 cylindres à simple arbre à cames en tête, M103 (déjà utilisé dans la nouvelle classe moyenne, Mercedes-Benz W124), ont remplacé le moteur 2,8 litres Double arbre à cames en tête M110.
La version à carburateur a été remplacée par un moteur injection 2,6 litre, tandis que la version injectée 3,0 litre a remplacé le M110.
Un moteur de 4,2 litres V8 est introduit pour remplacer la version 3,8 litres utilisée dans les berlines, coupés, et la Classe SL.
Le moteur de 5 litres est modifié pour recevoir un allumage électronique et une injection électro-mécanique de carburant (système Bosch KE-jetronic). La performance a été portée à 245 ch (183 kW). Une version CEE 5 litres du moteur M117 V8 est également disponible à partir de septembre 1987 avec une puissance de 265 ch (198 kW)
Un nouveau moteur 5,5 litres V8 qui est la poursuite du développement de la version 5 litres qui atteint 272 ch (203 kW).
Il y avait aussi une version à plus grande compression qui produisait environ 300 ch (220 kW). Cette version était uniquement disponible sans catalyseur. Mais même sans le catalyseur, cette version pouvait répondre aux exigences de la communauté européenne en matière d'émission.
Un 3,0 litres 5 cylindres en ligne turbo diesel, qui équipait d'ores et déjà la Type 116 depuis 1978, ainsi que la W123 depuis 1980, a été disponible en Amérique du Nord à partir de 1981-1985.
La puissance de ce moteur, était de 121 chevaux entre 1981, et 1982, et 125 chevaux, entre 1982, et 1985.
En 1985, le 300SD a été remplacé par le 300SDL qui faisait partie de la deuxième génération de la gamme des modèles Type 126.
Le moteur 5 cylindres a été remplacé par le nouveau 6 cylindres en ligne (OM 603) à partir de février 1985 et qui a équipé peu de temps après la W124. Ce moteur était disponible seulement en empattement long, et il a été vendu sur le marché américain durant deux années seulement. Le nouveau moteur fait 150 ch (le moteur était plus puissant que celui de la w 124), comparativement aux 125 ch précédents.
Entre 1990 et 1991, un nouveau moteur 3,5 litres turbo diesel 6 cylindres, d'une puissance de 136 chevaux équipait la w 126.
Ce moteur avait rencontré des problèmes de fiabilité en raison d'une culasse fragile et de soucis d'ovalisations des soupapes.
La puissance de ce moteur était réduite par rapport au 3 litres 6 cylindres, pour répondre aux normes anti pollution en vigueur aux États-Unis.
| Moteur               | Cyl. | Puissance | Couple  | 0–100 km/h | Vit max. | Notes     |
| -------------------- | ---- | --------- | ------- | ---------- | -------- | --------- |
| 2.6 12V              | L6   | 166 ch    | 228 N m |            | 205 km/h | 1986      |
| 2.6 12V*             | L6   | 160 ch    | 220 N m |            | 205 km/h | 1986      |
| 2.8 12V carb.        | L6   | 156 ch    | 223 N m | 11,0 s     | 200 km/h | 1980-1985 |
| 2.8 12V inj.         | L6   | 185 ch    | 240 N m | 10,0 s     | 210 km/h | 1980-1985 |
| 3.0 12V*             | L6   | 180 ch    | 255 N m |            | 210 km/h | 1986      |
| 3.0 12V              | L6   | 188 ch    | 260 N m |            | 210 km/h | 1986      |
| 3.8 16V              | V8   | 218 ch    | 299 N m |            | 215 km/h | 1980-1981 |
| 3.8 16V              | V8   | 204 ch    | 315 N m | 9,3 s      | 205 km/h | 1982-1985 |
| 4.2 16V*             | V8   | 204 ch    | 310 N m |            | 210 km/h | 1986      |
| 4.2 16V              | V8   | 218 ch    | 330 N m | 9,0 s      | 218 km/h | MY 1986   |
| 4.2 16V*             | V8   | 224 ch    | 325 N m | 8,3 s      | 218 km/h | 1987      |
| 4.2 16V              | V8   | 231 ch    | 335 N m | 8,1 s      | 222 km/h | 1987      |
| 5.0 16V              | V8   | 223 ch    | 365 N m | 8,0 s      | 220 km/h | 1986      |
| 5.0 16V              | V8   | 240 ch    | 402 N m |            | 225 km/h | 1980-1981 |
| 5.0 16V              | V8   | 231 ch    | 405 N m | 8,1 s      | 220 km/h | 1982-1985 |
| 5.0 16V              | V8   | 245 ch    | 400 N m | 7,6 s      | 230 km/h | 1986      |
| 5.0 16V*             | V8   | 223 ch    | 358 N m |            | 220 km/h | 1986      |
| 5.0 16V*             | V8   | 252 ch    | 390 N m | 7,5 s      | 230 km/h | 1987      |
| 5.0 16V              | V8   | 265 ch    | 405 N m | 7,3 s      | 235 km/h | 1987      |
| 5.5 16V*             | V8   | 242 ch    | 390 N m | 7,6 s      | 228 km/h | 1986      |
| 5.5 16V*             | V8   | 279 ch    | 430 N m | 7,2 s      | 240 km/h | 1987      |
| 5.5 16V              | V8   | 272 ch    | 421 N m |            | 250 km/h | 1986      |
| 5.5 16V RÜF          | V8   | 299 ch    | 456 N m |            | 250 km/h | 1987      |
| 5.5 16V ECE          | V8   | 299 ch    | 455 N m | 6,9 s      | 250 km/h | 1986/87   |
| 5.5 32V              | V8   | 320 ch    | 522 N m | 5,8 s      | 280 km/h | 1988/90   |
| 3.0 TD               | L5   | 125 ch    | 245 N m | 15,0 s     | 170 km/h | 1980-1985 |
| 3.0 TD               | L6   | 150 ch    | 273 N m | 13,0 s     | 195 km/h | 1986/87   |
| 3.45 TD              | L6   | 136 ch    | 310 N m | 11,8 s     | 175 km/h | 1990/91   |
| *= Version catalysée |      |           |         |            |          |           |

## Récompenses
La Sonderklasse Type 126 a obtenu plusieurs prix au cours de sa période de production :
- Car of the Year. Le modèle 380 SE Type 126 a été la voiture de l'année en 1981 selon Wheels Magazine[4].
- Sécurité. La Type 126 a été récompensée par le US Highway Loss Data Institute comme "la plus sûre des voitures de l'année" en 1988 et 1989[1].
- La satisfaction de la clientèle. En 1987, 1988, 1989 et 1990, avec la Sonderklasse Type 126 menant ses ventes, Mercedes-Benz a reçu la plus haute note de satisfaction dans le "J.D. Power Sales Satisfaction Index"[8].